# Lusernetta
Lusernetta (piemontiul: Lusernëtta) település Olaszországban, Lombardia régióban, Torino megyében. Lakosainak száma 493 fő (2023. január 1.). Lusernetta Bibiana és Luserna San Giovanni községekkel határos.

## Népesség
A település népességének változása:
| Lakosok száma | 499  | 489  | 493  |
|               | 2017 | 2018 | 2023 |